# Ортукио
Орту̀кио (на италиански: Ortucchio) е село и община в Южна Италия, провинция Акуила, регион Абруцо. Разположено е на 680 m надморска височина. Населението на общината е 1881 души (към 2014 г.).